# Doxycyklin
Doxycyklin je tetracyklinové antibiotikum druhé generace, používané k léčbě močových a gynekologických infekcí, zánětu prostaty, zánětu varlat a nadvarlat, chlamydiózy, mykoplasmózy či trachomy. Používá se též při léčbě borreliózy či pokročilého stadia akné.

## Vlastnosti
Doxycyklin je žlutý krystalický prášek, bez zápachu. Je velmi málo rozpustný ve vodě, dobře rozpustný ve zředěných kyselinách a hydroxidech, nepatrně rozpustný v alkoholech, prakticky nerozpustný v chloroformu a diethyletheru.

## Interakce s léčivými látkami[4]
| Léčivá látka | Účinek                                                                     | Příčina                                                       |
| --- | -------------------------------------------------------------------------- | ------------------------------------------------------------- |
| - ionty hliníku, vápníku (včetně mléka a mléčných výrobků) a hořčíku (obsažen v antacidech) - železo - aktivní uhlí a cholestyramin | snížení účinku doxycyklinu                                                 | snížené vstřebávání z důvodů tvorby komplexů                  |
| - rifampicin - barbituráty - karbamazepin - fenytoin - chronický alkoholismus                                                       | snížení účinku doxycyklinu                                                 | rychlejší biotransformace v důsledku indukce jaterních enzymů |
| dikumarolových antikoagulancií derivátů sulfonylmočoviny                                                                            | zvýšení antikoagulačního účinku nebo účinku snížení hladiny glukózy v krvi |                                                               |
| cyklosporin A | zvýšení toxického účinku cyklosporinu A                                    |                                                               |
| methoxyfluran | může vést k selhání ledvin                                                 |                                                               |
| isotretinoin | riziko zvýšení intrakraniálního tlaku (pseudotumor cerebri)                |                                                               |
| peniciliny, cefalosporiny (a další betalaktámová antibiotika)                                                                       | snížení účinku penicilinu a cefalosporinu                                  |                                                               |
| theofylin | zvýšená frekvence gastrointestinálních nežádoucích účinků                  |                                                               |
| perorální kontraceptiva | snížený účinek orálních kontraceptiv                                       |                                                               |
| testy na stanovení glukózy a bílkoviny v moči a s testy průkazu urobilinogenu a močových katecholaminů                              | interference s kvalitativním a kvantitativním stanovením                   |                                                               |